# Евдокимов, Виктор Фёдорович (учёный)
Виктор Фёдорович Евдокимов (13.07.1941—04.11.2022) — советский и украинский учёный в области кибернетики и математического моделирования, доктор технических наук (1980), профессор (1985), член-корреспондент АН УССР (1990) и НАНУ (1991).
Родился 13.07.1941 в с. Михайловка Пензенской области.
Окончил Харьковский политехнический институт (1963). Работал там же (1963—1965), затем в Институте кибернетики АН УССР (1965—1971).
В 1968 г. защитил кандидатскую диссертацию:
- Вопросы исследования и применения электронных моделей систем с распределенными параметрами : диссертация … кандидата технических наук : 05.00.00. — Киев, 1968. — 212 с. : ил.

В 1971—1981 гг. старший научный сотрудник Института электродинамики АН УССР.
В 1979 г. защитил докторскую диссертацию:
- Основы теории, принципы построения и применения разрядно-аналоговых вычислительных систем : диссертация … доктора технических наук : 05.13.13. — Киев, 1978. — 493 с. : ил.

С 1981 года работал в Институте проблем моделирования в энергетике АН УССР (НАНУ): зав. отделом разрядно-аналогового моделирования, зам. директора по научной работе (1986—1987), директор (1988—2015).
По совместительству в 1985—1989 гг. профессор Киевского института гражданской авиации.
Основатель научной школы математического моделирования, основоположник научного направления «Создание параллельных проблемно ориентированных методов и средств математического моделирования объектов разной физической природы».
Главный редактор журнала «Электронное моделирование» (1999—2016).
Доктор технических наук (1980), профессор (1985), член-корреспондент АН УССР (1990) и НАНУ (1991).
Заслуженный деятель науки и техники Украины (2002). Лауреат Премии им. С.Лебедева АН УССР (1984).
Сочинения:
- Электронное моделирование передаточных функций [Текст] / А. Ф. Верлань, В. Ф. Евдокимов. — Киев : Технiка, 1971. — 231 с. : черт.; 21 см.
- Разрядно-аналоговые вычислительные системы [Текст] / Г. Е. Пухов, В. Ф. Евдокимов, М. В. Синьков. — Москва : Сов. радио, 1978. — 254 с. : ил.; 21 см.
- Параллельные вычислительные структуры на основе разрядных методов вычислений / В. Ф. Евдокимов, А. И. Стасюк; АН УССР, Ин-т пробл. моделирования в энергетике. — Киев : Наук. думка, 1987. — 310,[1] с. : ил.; 23 см.
- Матричные вычислительные устройства : алгоритмы и структуры : [монография] / В. Ф. Евдокимов, А. И. Стасюк, В. И. Щербаков ; Академия наук Украины, Институт проблем моделирования в энергетике. — Киев : Наукова думка, 1993. — 149, [2] с. : ил., табл.; 21 см.
- Принципы построения разрядно-аналоговых вычислительных структур [Текст]. — Киев : [б. и.], 1978. — 45 с. : ил.; 20 см. — (Препринт / АН УССР. Ин-т электродинамики (ИЭД); 182).
- Применение разрядно-аналоговых вычислительных систем для решения некоторых математических задач [Текст]. — Киев : ИЭД, 1978. — 62 с. : ил.; 21 см. — (Препринт / АН УССР, Ин-т электродинамики; 183).
- Моделирование аналитически описываемых поверхностей в специализированных системах электронного синтеза изображений / В. Ф. Евдокимов, М. Е. Цыгановский, А. Г. Манохин. — Киев : Ин-т проблем моделирования в энергетике АН УССР, 1987. — 35, [1] с. : ил.; 20 см. — (Препринт / Академия наук Украинской ССР, Институт проблем моделирования в энергетике; 77).